# Kanselier (ridderorde)
De ridderorden hebben hun grootmeester vanouds door een kanselier laten bijstaan. Deze persoon is soms – maar niet altijd – een lid van de orde. De kanselier is verantwoordelijk voor de registers en de administratie. Daarin wordt hij bijgestaan door zijn kanselarij. Op de kanselarij bewaart men de versierselen en de diploma's. Op het kanselarijkantoor worden de versierselen, wanneer er een teruggaveplicht bestaat, weer ingenomen of teruggevorderd van erfgenamen om weer gereed te maken voor een volgende decorandus.
In Nederland zijn of waren meerdere kanseliers werkzaam.
- De kanselier van de Militaire Willems-Orde
- De kanselier van de Orde van de Nederlandse Leeuw
- De kanselier van de Militaire Willems-Orde en de Orde van de Nederlandse Leeuw
- De kanselier der Nederlandse Orden
- De kanselier van de Orde van de Nederlandse Leeuw en de Orde van Oranje-Nassau
- De kanselier van de Huisorde van de Gouden Leeuw van Nassau
- De kanselier van de Huisorde van Oranje
- De kanselier van de Johanniter Orde in Nederland
- De Duitse Orde in de Balije Utrecht heeft een secretaris.

In Frankrijk is de kanselier van het Legioen van Eer een man met een groot gezag en een aantal bevoegdheden. Hij treedt streng op tegen misbruiken en pseudo-orden.
Soeverein ·
Grootmeester ·
Kanselier ·
Kapittel ·
Grootprior ·
Baljuw ·
Heraut ·
Wapenkoning ·
Ordeketen ·
Bijzondere Klasse ·
Grootkruis ·
Grootlint ·
Grootofficier ·
Commandeur ·
Officier ·
Ridder Grootkruis van Eer en Devotie ·
Rechtsridder ·
Ridder van Obediëntie ·
Ridder van Eer en Devotie ·
Ridder van Gratie en Devotie ·
Ridder van Magistrale Gratie ·
Eredame ·
Dame ·
Ridder ·
Lid ·
Expectant ·  
Medaille